# Elisabeth Gehrer

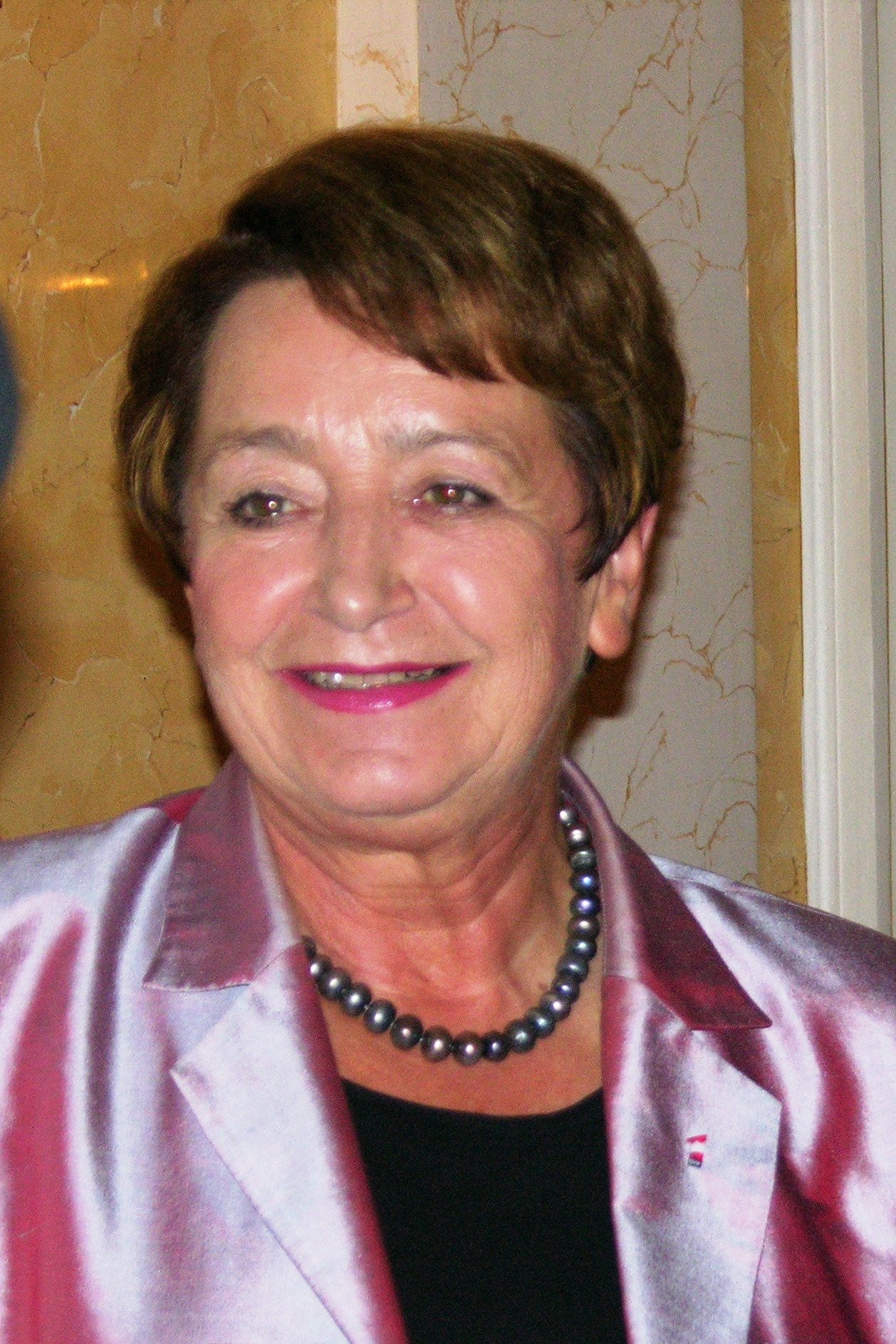
Elisabeth Gehrer (2006)

Elisabeth Gehrer (geb. Pokorny, * 11. Mai 1942 in Wien) ist eine ehemalige österreichische Politikerin (ÖVP) und war in den Bundesregierungen Vranitzky IV bis Schüssel II von 1995 bis 2007 österreichische Bundesministerin für Bildung, Wissenschaft und Kultur.

## Leben
Im Jahre 1949 übersiedelte Elisabeth Pokorny mit ihren Eltern von Wien nach Innsbruck, wo sie das Gymnasium und die Lehrerbildungsanstalt besuchte. Nach Abschluss ihrer Ausbildung arbeitete sie von 1961 bis 1964 als Volksschullehrerin in Hart im Zillertal und anschließend zwei Jahre an der Volksschule Lochau. 1964 heiratete sie Fritz Gehrer, übersiedelte nach Bregenz und schied 1966 vorerst aus dem beruflichen Leben aus; der Ehe entstammen drei Söhne, darunter der ORF-Moderator Stefan Gehrer.
1980 begann Gehrer ihre politische Tätigkeit für die ÖVP als Stadträtin für Musik und regionale Zusammenarbeit in Bregenz und wurde ein Jahr später Vorsitzende der Regionalplanungsgemeinschaft Bodensee. In den Vorarlberger Landtag zog sie 1984 ein, wurde 1989 Obfrau des ÖVP-Klubs in der Stadtvertretung von Bregenz und im selben Jahr Vizepräsidentin des Landtages. 1990 wurde sie in die Vorarlberger Landesregierung entsandt, wo sie für die Bereiche Schule, Weiterbildung, Wissenschaft, Frauen, Jugend, Familie, Gemeindeentwicklung, Energiesparen und Entwicklungshilfe zuständig war. Daneben wurde sie als amtsführende Präsidentin des Landesschulrates eingesetzt und war ab 1994 Landesleiterin der Frauen der ÖVP-Vorarlberg.
1995 wurde Elisabeth Gehrer in der Bundesregierung Vranitzky IV, einer Koalition von SPÖ unter Bundeskanzler Franz Vranitzky und ÖVP unter Vizekanzler Wolfgang Schüssel, zur Bundesministerin für Unterricht und kulturelle Angelegenheiten ernannt und im Herbst 1995 auch zur Bundesobmann-Stellvertreterin des ÖAAB, der Arbeitnehmerorganisation der ÖVP, gewählt. Als Bundesministerin gehörte sie danach auch den Regierungen Vranitzky V (SPÖ/ÖVP, 1996 bis 1997), Klima (SPÖ/ÖVP, 1997 bis 2000) sowie Schüssel I (ÖVP/FPÖ, 2000 bis 2003), und Schüssel II (ÖVP/FPÖ-BZÖ, 2003 bis 2007) an; ab 2000 als Bundesministerin für Bildung, Wissenschaft und Kultur. Daneben war Gehrer ab 1999 stellvertretende Parteiobfrau der ÖVP.
Am 5. Oktober 2006, vier Tage nach dem schlechten Abschneiden der ÖVP bei der Nationalratswahl, machte Gehrer öffentlich, ihr Nationalratsmandat nicht anzunehmen und mit der Angelobung der nächsten Regierung alle politischen Ämter abzugeben, was am 11. Jänner 2007 geschah.

## Politische Schwerpunkte

### Wissenschaft/Hochschule

#### Ausbau von Fachhochschulen
Der Ausbau der Fachhochschulen war ein Schwerpunkt von Gehrers Bildungspolitik. Fachhochschulen bieten eine Berufsausbildung auf wissenschaftlichem Niveau und ergänzen damit die wissenschaftlichen Ausbildungsangebote der Universitäten. Das Ziel waren 33.000 FH-Studierende bis zum Jahr 2010. Die Einrichtung von Fachhochschulen hat der Ministerrat im Jänner 1993 auf Antrag von Wissenschaftsminister Erhard Busek beschlossen, wenig später hat der Nationalrat das Gesetz verabschiedet. 1994 begannen 674 Österreicher eine FH-Ausbildung. Im Wintersemester 2005/2006 betrieben 25.727 Personen ein Fachhochschulstudium, 42 Prozent davon Frauen. In mehr als 200 Studiengängen werden Ausbildungen in verschiedenen praxisnahen Richtungen angeboten.

#### Universitätsreform
2001 wurden unter Gehrer Studienbeiträge in der Höhe von ATS 5.000 (€ 363.36) pro Semester eingeführt.
Am 9. August 2002 wurde das von Elisabeth Gehrer initiierte Universitätsgesetz 2002 kundgemacht. Dieses zielte darauf ab, die österreichischen Universitäten für den internationalen Wettbewerb zu stärken. Die Universitäten wurden von teilrechtsfähigen Anstalten des Bundes in vollrechtsfähige juristische Personen des öffentlichen Rechts umgewandelt. Sie erhielten weitgehende Eigenständigkeit unter anderem in den Bereichen Personal, Binnenorganisation und Schwerpunktbildung. Der Wahlmodus zur Bestellung der Führungskräfte der Universitäten wurde von der Wahl durch die Universitätsversammlung auf das Prinzip der doppelten Legitimation umgestellt. Eine Vielzahl von Entscheidungskompetenzen wurde von drittelparitätisch besetzten Gremien hin zu einzelnen Verantwortungsträgern verlagert, um so schnellere Managementstrukturen zu schaffen. Unter anderem wurden auch dreigliedrige, Bologna-konforme Studien eingeführt, die das Bakkalaureat als ersten Abschluss beinhalten. Diese gehen auf die 1999 durchgeführte Einigung der EU-Staaten auf die Harmonisierung der Studienformen in der „Bologna-Erklärung“ zurück. Kritiker der Universitätsreform klagten, dass sich die finanzielle Situation der Universitäten verschlechtert habe, und forderten über mehrere Jahre eine höhere Dotierung.

#### Institute for Science and Technology Austria
Auf Initiative des Wiener Experimentalphysikers Anton Zeilinger wurde das Konzept einer „Elite-Uni“ entworfen, in der Wissenschaftler naturwissenschaftlich-technische Forschungen auf höchstem Niveau betreiben sollen. Im Februar 2006 entschied sich Elisabeth Gehrer nach der Bewertung durch das deutsche Centrum für Hochschulentwicklung, das Beratungsunternehmen McKinsey und das Institut für Raumplanung unter anderem wegen der hohen finanziellen Beteiligung durch das Land Niederösterreich für den Standort Maria Gugging bei Klosterneuburg. Daraufhin legte Zeilinger, der mit dem Entscheidungsfindungsprozess nicht einverstanden war, seine Mitarbeit zurück. Am 29. März 2006 wurde das Institute for Science and Technology Austria (ISTA) im Nationalrat mit den Stimmen der Regierungsparteien (ÖVP/BZÖ) und der oppositionellen SPÖ beschlossen. In der Zwischenzeit ist Anton Zeilinger zu dem Projekt zurückgekehrt und hat einen Sitz im Kuratorium des ISTA angenommen, weil sich die Politik zurückgezogen habe und der „Wagen in die richtige Richtung fährt“.

#### Pädagogische Akademien und pädagogische Hochschulen
Im Jahr 1998 wurde auf Gehrers Initiative das Akademienstudiengesetz, das mit 1. September 1999 in Kraft trat, beschlossen. Ziel der Reform war die Weiterentwicklung der Aus-, Fort- und Weiterbildung der Pflichtschullehrer. Wie in diesem Gesetz vorgesehen, wurde in der Folge im Jahr 2006 das „Hochschulgesetz 2005“ (BGBl. I 30/2006) beschlossen. Mit 1. Oktober 2007 begannen die neuen pädagogischen Hochschulen ihre Arbeit. Wesentliche Änderungen waren dabei, dass die bis 2007 bestehenden 54 Einrichtungen zu 14 Hochschulen zusammengefasst wurden. Weiters erhalten Absolventen der pädagogischen Hochschulen den Titel Bakkalaureus.

### Kultur

#### Bundesmuseen
Mit dem Bundesmuseengesetz 1998 stellte Elisabeth Gehrer die Weichen für die Umwandlung der Bundesmuseen in vollrechtsfähige, wissenschaftliche Anstalten. Zusammen mit umfangreichen Bauinvestitionen erhielten diese damit die Grundlage für die Steigerung der Besucherzahlen von 2,36 Millionen im Jahr 1995 auf 3,45 Millionen im Jahr 2005. Unter Gehrer wurden 1999 das Technische Museum Wien, 2003 die Albertina und 2005 das Palais Mollard als Teil der Österreichischen Nationalbibliothek mit Globenmuseum und Esperantomuseum neu eröffnet. Renoviert wurden die Sandsteinfassaden des Kunsthistorischen Museums und des Naturhistorischen Museums, das Museum für Angewandte Kunst, die Österreichische Galerie Belvedere und das Museum für Völkerkunde.

#### Museumsquartier
Nach mehr als 15 Jahren Diskussion nahm Gehrer 1998 den Spatenstich zur Errichtung des Museumsquartiers in Wien vor. 2001 fand die Eröffnung statt. Mit 50 Kulturinstitutionen gehört das MQ zu den zehn größten Kulturkomplexen der Welt und ist ein Kulturtreffpunkt von über 2,5 Millionen Menschen pro Jahr.

#### Denkmalschutz
1999 gab es eine umfassende Novellierung des Denkmalschutzgesetzes.

#### Rückgabe enteigneter Kunstwerke
Obwohl Maria Altmann und ihre Miterben die Rückgabe in der NS-Zeit enteigneter Kunstwerke (Stichwort: Gustav Klimt) verlangten, vertrat Elisabeth Gehrer namens des österreichischen Staates einen formalen Standpunkt, der sich erst nach Einsetzung eines internationalen Schiedsgerichts als unhaltbar erweisen sollte. Die Problemlösung wurde erst 2006 erzielt. Die frühere Bereitschaft Altmanns, über den Verbleib der Bilder in Wien zu verhandeln, wurde nach dem Verhalten Gehrers zurückgezogen. Die Gemälde wurden daher letztlich aus Österreich abgezogen.

### Schule

#### Abschaffung 2/3-Mehrheit für Schulgesetze
Eine schulrechtlich besonders weit reichende Maßnahme unter Elisabeth Gehrer war die Abschaffung der notwendigen 2/3-Mehrheit im Nationalrat für Änderungen im Schulorganisationsgesetz (SchOG) und im Schulunterrichtsgesetz (SchUG). Durch diese war es in der Vergangenheit mehrmals zur Blockade von Gesetzesanträgen im Nationalrat gekommen. Wichtige Grundsätze wie die Schulgeldfreiheit wurden durch eigene Verfassungsbestimmungen gesichert.

#### Berufsreifeprüfung
Gehrer verfolgte die Einführung der Berufsreifeprüfung. 1997 wurde im Nationalrat die dafür notwendige gesetzliche Grundlage geschaffen und so Menschen, die eine Lehre abgeschlossen haben, die effiziente und Zeit sparende Fortsetzung ihrer Ausbildung in Österreich mit der Matura ermöglicht.
Damit schloss Gehrer eine Lücke in der Durchlässigkeit des österreichischen Bildungssystems.

#### Schulautonomie
Ein weiterer Schwerpunkt betraf den Ausbau der Schulautonomie. Schulen wurde die Möglichkeit gegeben, selbst Schwerpunktbildungen in den Stundentafeln vorzunehmen, in den Lehrplänen wurde neben dem obligatorischen Kernstoff auch Raum für eigene Vertiefungen und Ergänzungen (Erweiterungsbereich) geschaffen. Für das Schulleben erhielten Schulpartner (Eltern-, Lehrer- und in höheren Schulen Schüler-Vertreter) die Möglichkeit, im Rahmen von Verhaltensvereinbarungen selbst Regeln auszuhandeln. Allerdings ist die Schulautonomie in Österreich im europäischen Vergleich immer noch eher schwach entwickelt.

#### Schulbau und Schulinfrastruktur
Über 30.000 zusätzliche Ausbildungsplätze wurden unter Gehrers Amtszeit an höheren Schulen zusätzlich geschaffen. Der Schwerpunkt lag bei den berufsbildenden höheren Schulen. Ebenfalls in ihre Amtszeit fiel die Ausstattung aller Schulen mit Computern, die Anbindung ans Internet und die Einführung von Notebookklassen.

#### Schulqualitätsschwerpunkt
Gehrer hielt am gewachsenen differenzierten Schulsystem fest und konzentrierte ihre politische Arbeit in die Steigerung der Schul- und Unterrichtsqualität. Neben der Modernisierung und Straffung aller Lehrpläne sind auch die Entwicklung von Bildungsstandards, die Gründung des Bundesinstituts für Bildungsforschung, Innovation und Entwicklung des Bildungswesens (BIFIE), „Qualität in Schulen“ Q. i. S., „Innovations in Mathematics, Science and Technology Teaching“ (IMST) und die Initiative „Lesefit“ Ergebnisse der Arbeit Gehrers.

#### Pflichtstundenreduktion
Im Jahre 2003 reduzierte Elisabeth Gehrer die Anzahl der Pflichtstunden in den Hauptschulen und in den mittleren und höheren Schulen um ein bis zwei Wochenstunden, nachdem zuvor von Schülerorganisationen und Bildungswissenschaftern wiederholt gegen eine zu große zeitliche Belastung durch die Schulen für die Kinder und Jugendlichen protestiert worden war. Nach der „Entlastungsverordnung“ wurde die Ministerin vor allem von Seite der AHS-Lehrergewerkschaft, vieler Eltern und der Oppositionsparteien kritisiert, die in der Pflichtstundenkürzung eine Einsparungsmaßnahme sahen. Durch die Pflichtstundenreduktion mussten im Verhältnis zu den steigenden Schülerzahlen an den höheren Schulen weniger zusätzliche Lehrkräfte angestellt werden. An den Pflichtschulen änderte sich durch die Pflichtstundenreduktion an der Zahl der Lehrpersonen nichts.

#### Bildungsdokumentation
2002 wurde auf das Betreiben Gehrers das Bildungsdokumentationsgesetzes (BILDOK) beschlossen, das vorsieht, dass die für die Bildungspolitik relevanten Daten wie Schulerfolg, Besuch eines bilingualen Unterrichts oder Nutzung der Nachmittagsbetreuung aber beispielsweise keine Daten wie Noten oder Verhaltenshinweise dem Bildungsregister bzw. der Bildungsevidenz, einer zentralen Datenbank, übermittelt und dort 60 Jahre lang gespeichert werden.
Dies wurde von vielen Seiten als unberechtigter Eingriff in die Privatsphäre gesehen, Kritik kam unter anderen von den Grünen, des Dachverbands der österreichischen Elternvereine, der Aktion Kritischer Schülerinnen und Schüler und der ARGE Daten. Gehrer erhielt dafür in den Jahren 2002 bis 2004 je einen Big Brother Award. Die Kategorie Lifetime Achievement wurde 2004 in Lebenslanges-Ärgernis-Elisabeth-Gehrer-Preis für die nachhaltigste Annäherung an die Romanvorlage 1984 umbenannt.
Mit Hinweis auf die verfassungsrechtlichen Bestimmungen zum Datenschutz verlangte die Datenschutzkommission, dass diese Daten nur dann zentral abgespeichert werden durften, wenn zuvor die Sozialversicherungsnummern, die als Kennzeichen zur Erstellung von Bildungsverlaufsstatistiken mit abgefragt wurden, nicht rückführbar verschlüsselt würden.
Obwohl dem entsprochen wurde, blieben Sorgen, dass eine missbräuchliche Verwendung der Bildungsdokumentation nicht ausgeschlossen werden könne, bestehen. Dies führte zu massiven Protesten, etliche Eltern verweigerten die Bekanntgabe der Sozialversicherungsnummer ihrer Kinder. Besonders scharfe Kritik äußerte der Verein ARGE Daten. Die Nachfolgerin Gehrers, Claudia Schmied, kündigte an, das Bildungsdokumentationsgesetz zu novellieren, um mögliche Sicherheitslücken zu schließen.

### Kultusangelegenheiten

#### Anerkennung der koptischen Kirche
Auf ihre Initiative erfolgte 2003 in Österreich die Anerkennung der Koptisch-orthodoxen Kirche in Österreich als anerkannte Kirche mit allen sich in Österreich daraus ergebenden Rechten und Pflichten, wobei für den Bereich der Orientalisch-orthodoxen Kirchen (armenisch-orthodoxe Kirche, syrisch-orthodoxe Kirche und koptisch-orthodoxe Kirche) erstmals eine paritätisch besetzte Kirchenkommission für bestimmte Bereiche der äußeren Rechtsverhältnisse eingerichtet. Dabei wurde durch das Orientalisch-orthodoxe Kirchengesetz (BGBl. I Nr. 20/2003) für die Koptische Kirche die im Bekenntnisgemeinschaftengesetz vorgesehene zehnjährige Beobachtungsfrist als Bekenntnisgemeinschaft umgangen, die alle anderen um Anerkennung ansuchenden Religionsgemeinschaften in Österreich abwarten müssen.

#### Neuregelung des Systems der Anerkennung von Kirchen und Religionsgesellschaften
Im Jahr 1997 wurde von ihr eine Neuregelung der Rechtsstellung von Kirchen und Religionsgesellschaften vorgenommen. Die Rechtsstellung der bereits anerkannten Religionsgemeinschaften blieb unangetastet, aber Neuanerkennungen wurden nahezu unmöglich gemacht. Die neu geschaffene rechtliche Stellung als religiöse Bekenntnisgemeinschaft bringt außer dem Erwerb der Rechtspersönlichkeit keinerlei weitere Vorteile. Die neue Gesetzeslage wurde auch rückwirkend auf alle jene bereits gestellten Anerkennungsanträge angewendet, die bis dahin im Ministerium teils jahrelang unerledigt liegen geblieben waren. Kritiker im In- und Ausland sehen darin eine Verletzung des Gleichheitssatzes und der Religionsfreiheit.

### Internationale Bewertungen

#### PISA
Die Ergebnisse der ersten PISA-Studie 2001, an der Österreich auf Initiative Gehrers teilgenommen hatte, positionierte die heimischen Schüler auf dem 11. Platz (oberes Drittel). Die Studie 2004 diagnostiziere jedoch einen Absturz auf den 19. Rang (Durchschnitt). Wie eine von der OECD übernommene Überprüfung durch Statistik-Experten ergab, waren die Leistungen 2001 auf Grund fehlerhafter Gewichtungen falsch dargestellt worden und hätten damals schon zu einem ähnlichen Ergebnis wie 2004 führen müssen. Den oft erwähnten „Absturz“ der österreichischen PISA-Ergebnisse gab es nicht.

### OECD-Bericht zur Bildungspolitik 2006
Am 12. September 2006 erschien der Bericht „Bildung auf einen Blick“ der Organisation für wirtschaftliche Zusammenarbeit und Entwicklung (OECD). Österreich sei „trotz gewisser Anstrengungen bei der Ausbildung von hoch Qualifizierten im Vergleich zu anderen OECD-Ländern weiter zurückgefallen“. Sowohl die im Vergleich belegte viel zu geringe Zuwachsquote bei Studienabschlüssen als auch die zu geringe Zahl an Studienanfängern habe inzwischen zur Folge gehabt, dass Österreich gegenüber allen OECD-Mitgliedsländern ins Hintertreffen geraten sei. Allein die Türkei bildet noch weniger Akademiker aus als Österreich, das von der OECD als „beinahe Schlusslicht bei der Hochschulausbildung“ bezeichnet wird.
„Nimmt man die Zahl der Studienanfänger und die finanzielle Ausstattung für höhere Bildung, dann scheint es fraglich, dass Österreich diesen Rückstand schnell ausgleichen kann“, heißt es in dem Bericht. Deutlich wird das Zurückfallen im direkten Vergleich: Die Studienanfängerquote sei in Österreich zwischen 2000 und 2004 nur geringfügig von 33 auf 37 % eines Jahrganges gestiegen (der Durchschnittswert der OECD-Länder stieg im selben Zeitraum jedoch von 44 auf 53 %). Der Studienautor Andreas Schleicher zeigt sich pessimistisch: „Österreich wird den steigenden Bedarf an gut ausgebildeten Fachkräften so nicht befriedigen können.“ Auch die Ausgaben für die tertiäre Bildung würden bei 1,1 % des Bruttoinlandsprodukts stagnieren (OECD-Schnitt: 1,4 %). Während fast alle OECD-Länder ihre Bildungsausgaben erhöht hätten, sei in Österreich ihr Anteil in den letzten Jahren stark zurückgegangen. So lag 2003 der Anteil der Bildungsausgaben am BIP (öffentliche und private Ausgaben) in Österreich mit 5,5 % klar unter dem OECD-Schnitt von 5,9 %. 1995 hatte man mit 6,1 % noch weit über dem OECD-Durchschnitt (5,4) gelegen.
Positiv vermerkt wurde der traditionell hohe Anteil an Personen der 25- bis 64-jährigen Wohnbevölkerung, die eine über die Pflichtschule hinaus reichende Ausbildung abgeschlossen haben (Österreich: 80 %, OECD-Schnitt: 64 %). Das Betreuungsverhältnis (Lehrer-Schüler-Verhältnis) lag in Österreich mit 15,1 über dem OECD-Schnitt, ebenso bei den Bildungsausgaben. Allerdings stellte die OECD fest, dass die Gesamtbildungsausgaben trotz der Steigerung der vom Bund investierten Mittel leicht zurückgegangen sind. Gute Reihungswerte erzielte Österreich bei der IT-Ausstattung der Schulen und in der beruflichen Bildung. Von Österreich, Bayern, Baden-Württemberg, Hessen und der Schweiz wurde bereits bei vorangegangenen Studien kritisiert, dass diesbezüglich im OECD-Vergleich die Spezifika der in diesen Staaten stark entwickelten höheren Berufsbildung zu wenig berücksichtigt werden.

## Rezeption
Elisabeth Gehrer war als Ministerin gerade am Ende ihrer Amtszeit in der Bevölkerung sehr unbeliebt, im ersten APA/OGM-Vertrauensindex für Bundespolitiker 2006 belegte Gehrer den drittschlechtesten Platz vor Heinz-Christian Strache (FPÖ) und Jörg Haider (BZÖ).
Auch ihre Qualifikation wurde in Frage gestellt, da sie lediglich eine nicht universitäre Ausbildung zur Volksschullehrerin vorweisen konnte und dennoch als Ministerin auch für den gesamten Universitätsbereich zuständig war. (vergl. Spitzname „Strickliesel“) Die unter ihrer Ägide durchgeführten Reformen seien zudem lediglich auf die Interessen von Lobbys aus der Wirtschaft zugeschnitten.
Elisabeth Gehrer wurde drei Mal mit dem Big Brother Award in der Kategorie „Lebenslanges Ärgernis“ ausgezeichnet.

### Studiengebühren, Ausgliederung und Stundenkürzung
Unter Leitung von Ministerin Gehrer wurden zahlreiche umstrittene Reformen durchgeführt, so unter anderem eine Stundenkürzung an den österreichischen Schulen und die Einführung der Studiengebühren. Auch die Ausgliederung der österreichischen Universitäten wurde von Seiten der Opposition und der Universitäten kritisiert, da die finanzielle Situation der Hochschulen sich sichtbar verschlechterte.

### Aussage zum Generationenkonflikt
Im August 2003 sagte Elisabeth Gehrer in einem Interview mit der Tageszeitung Die Presse: „Nach meinem Verständnis hat die ältere Generation den Generationenvertrag erfüllt. Sie hat für ihre Eltern gesorgt, und sie hat Kinder bekommen.“ Jetzt solle man sich öffentlich damit auseinandersetzen, was die Aufgabe der Jungen sei. „Kinder sind die beste Zukunftssicherung, darüber muss man reden. Was macht das Leben lebenswert? Etwa wenn man von Party zu Party rauscht, ist es das Single-Leben?“ Dieses Zitat wurde auf den Slogan „Kinder statt Partys“ reduziert, bescherte Gehrer heftige Kritik und verursachte eine emotionale Wertediskussion in Österreich. Der Slogan „Kinder statt Partys“ wurde von 1100 Journalisten und Privaten zum Spruch des Jahres 2003 gewählt.

## Auszeichnungen
- 2000: Orden El Sol del Perú
- 2004: Großes Goldenes Ehrenzeichen am Bande für Verdienste um die Republik Österreich[36]